# Symétrie de translation
La symétrie de translation ou invariance sous les translations est le nom que l'on donne au fait que les lois de la physique (les lois sur la gravité de Newton, sur l'électromagnétisme de Maxwell, sur la relativité d'Einstein) s'écrivent de la même façon en tout point de l'espace. Il y a brisure de symétrie lorsqu'un système ne possède pas la symétrie de translation.

## Explications
On peut donner une explication plus précise. Prenons d'abord l'exemple de la loi de la gravitation de Newton. On prend un référentiel de référence qu'on appelle {\displaystyle R}. Ce référentiel est constitué d'un repère orthonormé et on mesure le temps de manière universelle (dans le cadre de la mécanique newtonienne, le temps est absolu). On repère la position du corps numéro 1 de masse {\displaystyle m_{1}} par le vecteur {\displaystyle {\vec {r}}_{1}} et le corps numéro 2 de masse {\displaystyle m_{2}} par {\displaystyle {\vec {r}}_{2}}. La force qu'exerce le corps 1 sur le corps 2 est :
{\displaystyle {\vec {F}}_{12}=G{\frac {m_{1}m_{2}}{|{\vec {r}}_{1}-{\vec {r}}_{2}|^{3}}}({\vec {r}}_{1}-{\vec {r}}_{2})} ;
elle est inversement proportionnelle au carré de la distance séparant les deux corps. Exprimée sous cette forme, l'invariance par translation est immédiate : si les deux corps subissent la même translation, disons de vecteur {\displaystyle {\vec {a}}}, on a :
{\displaystyle {\vec {F'}}_{12}=G{\frac {m_{1}m_{2}}{|({\vec {r}}_{1}+{\vec {a}})-({\vec {r}}_{2}+{\vec {a}})|^{3}}}(({\vec {r}}_{1}+{\vec {a}})-({\vec {r}}_{2}+{\vec {a}}))=G{\frac {m_{1}m_{2}}{|{\vec {r}}_{1}+{\vec {a}}-{\vec {r}}_{2}-{\vec {a}}|^{3}}}({\vec {r}}_{1}+{\vec {a}}-{\vec {r}}_{2}-{\vec {a}})=G{\frac {m_{1}m_{2}}{|{\vec {r}}_{1}-{\vec {r}}_{2}|^{3}}}({\vec {r}}_{1}-{\vec {r}}_{2})={\vec {F}}_{12}} .
En revanche, si on ne translate qu'un des deux corps, la distance entre les deux change et donc la valeur de la force change ; il faut prendre garde à bien définir la translation, et sur qui elle est effectuée.